# Erik Niklasson
Erik Valentin Niklasson, född 3 juni 1917 i Örgryte församling, Göteborgs och Bohus län, död 5 januari 1989 i Härlanda församling, Göteborg, var en svensk fotbollsspelare (högerinner) som spelade för Gais i allsvenskan säsongerna 1941/1942 och 1942/1943.
Niklasson debuterade i Gais A-lag i den sista kvalmatchen till allsvenskan mot Halmstads BK i juni 1941, då Gais vann med 3–0 och gick upp i allsvenskan. Han spelade sedan sammanlagt 15 allsvenska matcher (8 mål) de följande två säsongerna i klubben. Inför vårsäsongen 1943 gick han till Örgryte IS i division II.
Niklasson är gravsatt i minneslunden på Kvibergs kyrkogård i Göteborg. Han var bror till Egon Niklasson, som tidigare spelat för Gais.